# Mazlan Othman
Mazlan Binti Othman (Seremban, Malásia, 11 de dezembro de 1951) é uma astrofísica malaia que ocupou vários postos de importância em seu país, bem como o de directora do Escritório de Nações Unidas para Assuntos do Espaço Exterior em Viena entre 2010 e 2014.

## Condecorações
Na lista de condecorações de Agong de 1997, Tuanku Ja'afar, o décimo Yang dei-Pertuan Agong da Malásia, conferiu-lhe a condecoração federal e nomeou-a membro da ordem Panglima Jasa Negasse (por serviços meritórios), dando-lhe o trato honorífico de «Datuk».
Também em 1997, a alma mater de Othman, a Universidade de Otago, lhe outorgou o título de Doutor Honorário em Ciências.
Em 2009, por «seu trabalho no desenvolvimento da educação em astronomia na Malásia e seu papel nacional e internacional líder em ciência espacial», o Institute of Physics concedeu a Othman sua Medalha Presidencial.
Em 2013, recebeu o «Polastern-Preis» (Prémio Polastarn) do Foro Espacial Austríaco por seu compromisso com o espaço acima e para além do dever.